# Францішек Дзержек
Францішек Дзержек герба Нечуя (пом. 1686) — польський шляхтич, урядник Республіки Обох Націй.
Жидачівський ловчий у 1672—1674 роках. У 1674 р. був електором (виборцем) Яна III Собеського від Руського воєводства.

## Родина
Батько — Адам Дзержек (? — 1663), польський політичний діяч.
Мати — Ельжбета з Чурилів.
Брат — Ян Дзержек, летичівський чесник (1673), летичівський (1682) і подільський (після 1677) хорунжий, одружений з Катажиною Ґолоцькою.
Сестра — Анна, одружена з Міхалом Флоріаном Жевуським.